# Nyhamnsläge
Nyhamnsläge er et gammelt  fiskerleje i Brunnby sogn i Skåne, Sverige. Byen voksede pga. skibsbyggeri og Mølle-banen, jernbaneforbindelsen mellem Höganäs og Mølle til en egen by med en småbådshavn, nu en del af Höganäs. 
En af de mest berømte indbyggere i Nyhamnsläge er fodboldmanageren Stuart Baxter, tidligere manager for Helsingborgs IF og Sydafrikas og Finlands landshold.

## Eksterne links
- Nyhamnsläge byaförening
- Stuart Baxter
- Nyhamnsskolan Arkiveret 18. maj 2010 hos  Wayback Machine
- Brunnby FF Arkiveret 15. august 2010 hos  Wayback Machine

56°14′30″N 12°32′15″Ø / 56.24167°N 12.53750°Ø